# Ostjor
Der 274 km lange Ostjor (russisch Остёр) oder Aszjor (belarussisch Асцёр oder Асьцёр) ist ein linksseitiger Nebenfluss des Sosch im Einzugsgebiet des Dnepr in der Oblast Smolensk in Russland und der Mahiljouskaja Woblasz in Belarus.

## Beschreibung
Der Ostjor entspringt auf den Smolensker Höhen in der südlichen Oblast Smolensk. Von dort fließt er zunächst in südlicher Richtung durch die intensiv landwirtschaftlich genutzte Landschaft. Kurz nach der Einmündung des Ostrik beschreibt er eine weite Rechtskurve, in der von links die Bolschaja Nawlja einmündet, und fließt in Richtung Westen und schließlich Nordwesten weiter. Er erreicht die Stadt Roslawl, die er an ihrem östlichen Rand passiert. Nach der Einmündung des rechten Nebenflusses Stomet wendet sich der Ostjor wiederum in südliche Richtung. Nach der Einmündung des linken Nebenflusses Schumjatschka sowie der Nemka von rechts überquert der Fluss zwischen Schumjatschi und Klimawitschy die russisch-belarussische Grenze. Für einige Kilometer durchfließt er nun belarussisches Gebiet zunächst in südwestlicher Richtung, später nach Westen und Nordwesten abbiegend. Er erreicht wieder die Grenze, die dem Verlauf des Flusses nun die wenigen restlichen Kilometer bis zu seiner Mündung in den Sosch folgt.
Der hauptsächlich von Schmelzwasser gespeiste Ostjor friert durchschnittlich zwischen Ende November und Anfang Januar zu und bleibt bis Ende März/Anfang April unter Eis.